# Pere Ysàs
Pere Ysàs i Solanes (Rubí, Provincia de Barcelona, 1955) en un historiador español, especializado en la historia contemporánea de Cataluña, más concretamente en el estudio del franquismo y de la transición. Es catedrático de Historia Contemporánea de la Universidad Autónoma de Barcelona e investigador del Centro de Estudios sobres las Épocas Franquista y Democrática (CEFID-UAB).
Entre sus obras más destacadas se encuentran (todas ellas publicadas en coautoría con su esposa Carme Molinero) Productores disciplinados y minorías subversivas. Clase obrera y conflictividad laboral en la España franquista (1998), Catalunya durant el franquisme (1999), Historia política de España, 1939-2000 (2001; en la que también ha participado Josep Maria Marín) y La cuestión catalana. Cataluña en la transición española (2014). En solitario ha publicado Disidencia y subversión. La lucha del régimen franquista por su supervivencia, 1960-1975 (2004).